# Jantar Mantar
El Jantar Mantar o Yantra Mantra és un dial equinoccial format per un gnòmon triangular amb la hipotenusa paral·lela a l'eix de la terra. A cada costat del gnòmon hi ha un quadrant d'un cercle, paral·lel a la plana de l'equador. Aquest instrument està destinat a mesurar el temps del dia, fins a una precisió de mig segon, i la declinació del sol i altres objectes celestes.
A l'inici del segle XVIII Jai Singh II, maharaja de Jaipur, va construir cinc Yantra Mantra en total, a Delhi, Jaipur, Ujjain, Mathura i Varanasi, que foren completats entre 1724 i 1735. Els més famosos són els de Jaipur i Delhi; precisament el de Jaipur ha estat classificat com a Patrimoni de la Humanitat per la Unesco el 2010.
El nom deriva de Yantra (instrument) i Mantra (càlcul). Literalment Jantar Mantar vol dir instrument de càlcul. Alguns nom evocatius són samrat yantra, jai prakash, ram yantra i niyati chakra, cadascun dels quals és utilitzat per diferents càlculs astronòmics. El propòsit primer dels observatoris fou compilar unes taules astronòmiques i predir el temps i els moviments dels sol, la lluna i els planetes.

## Galeria

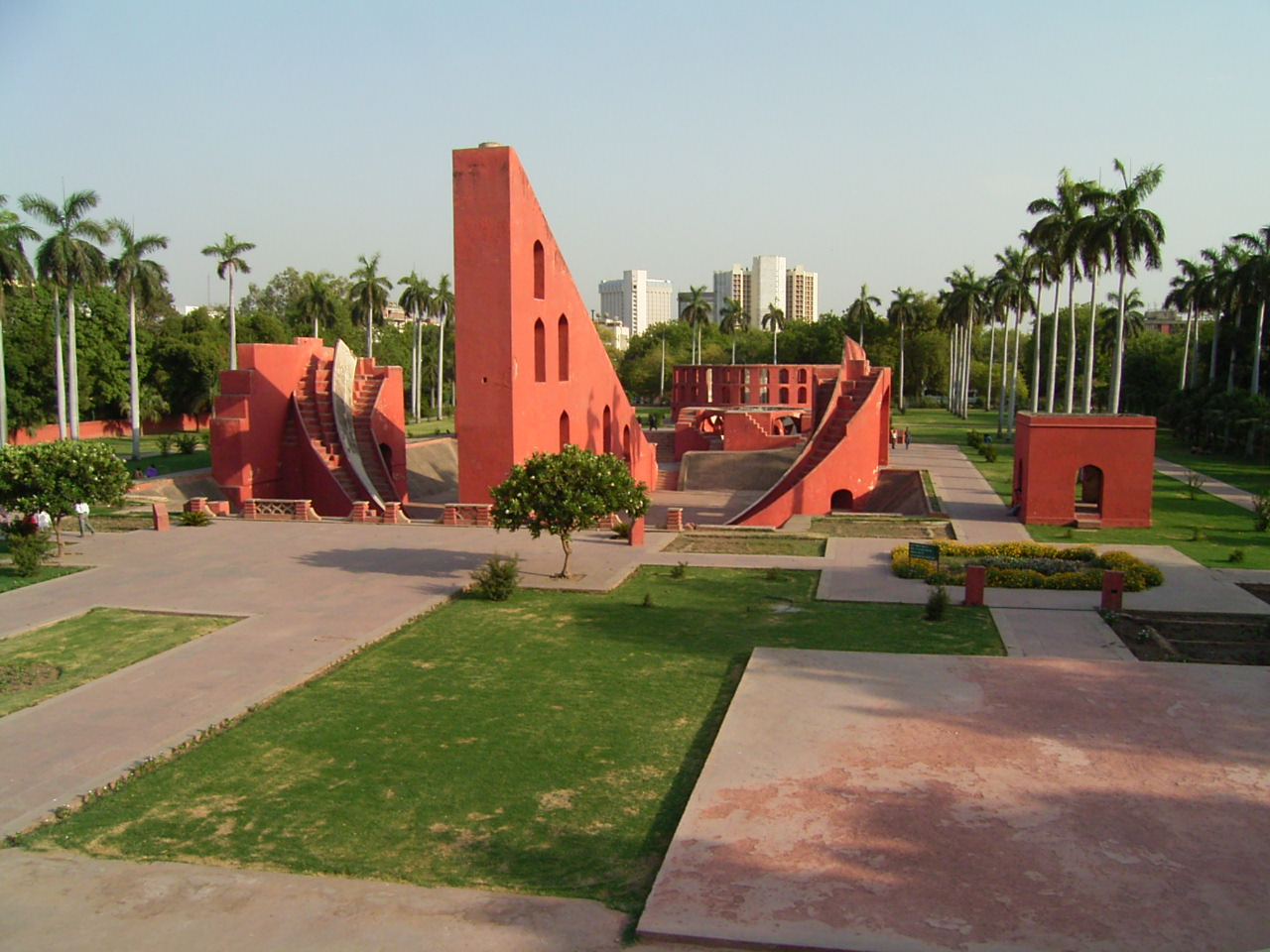
Jantar Mantar de Delhi
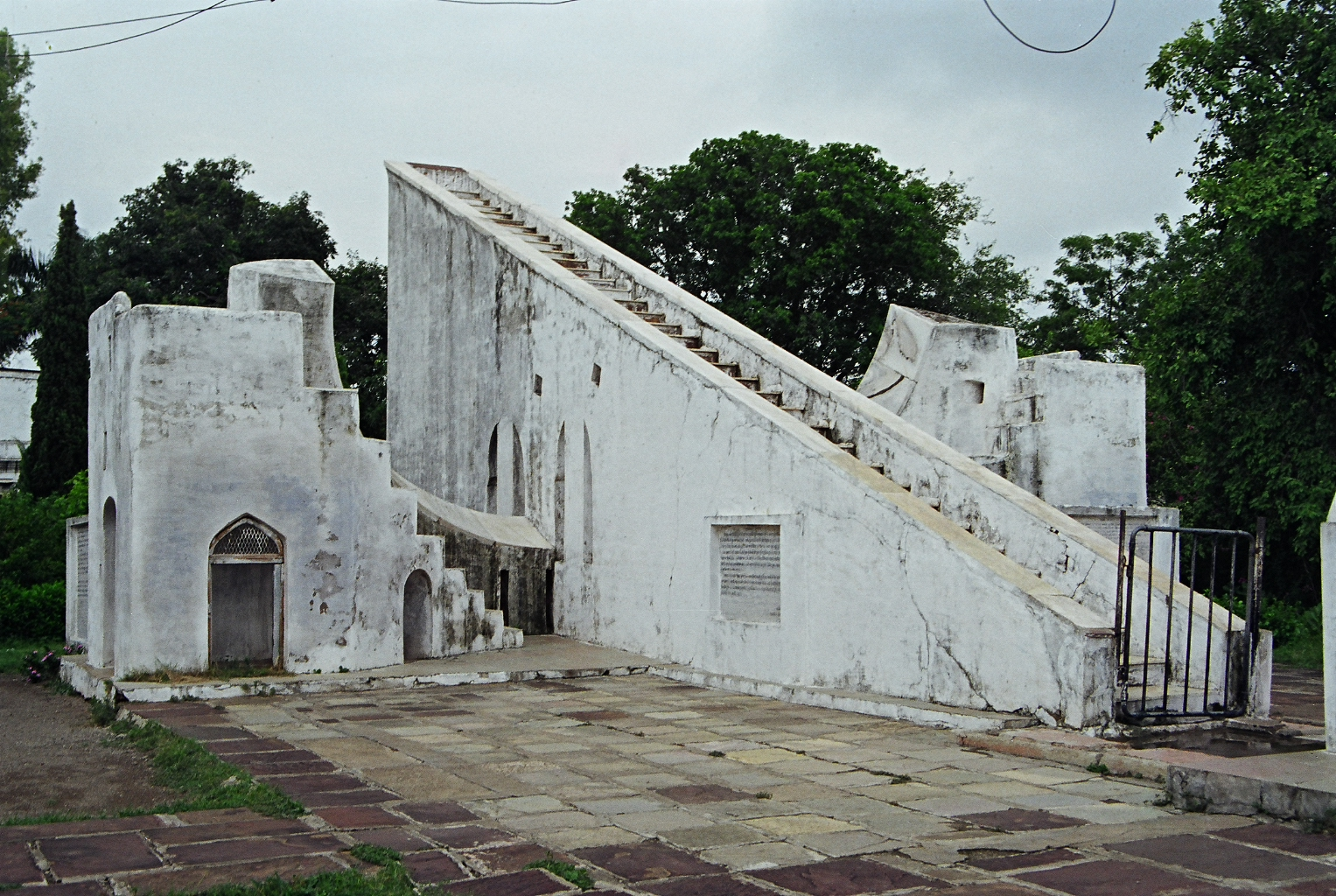
Jantar Mantar a Ujjain
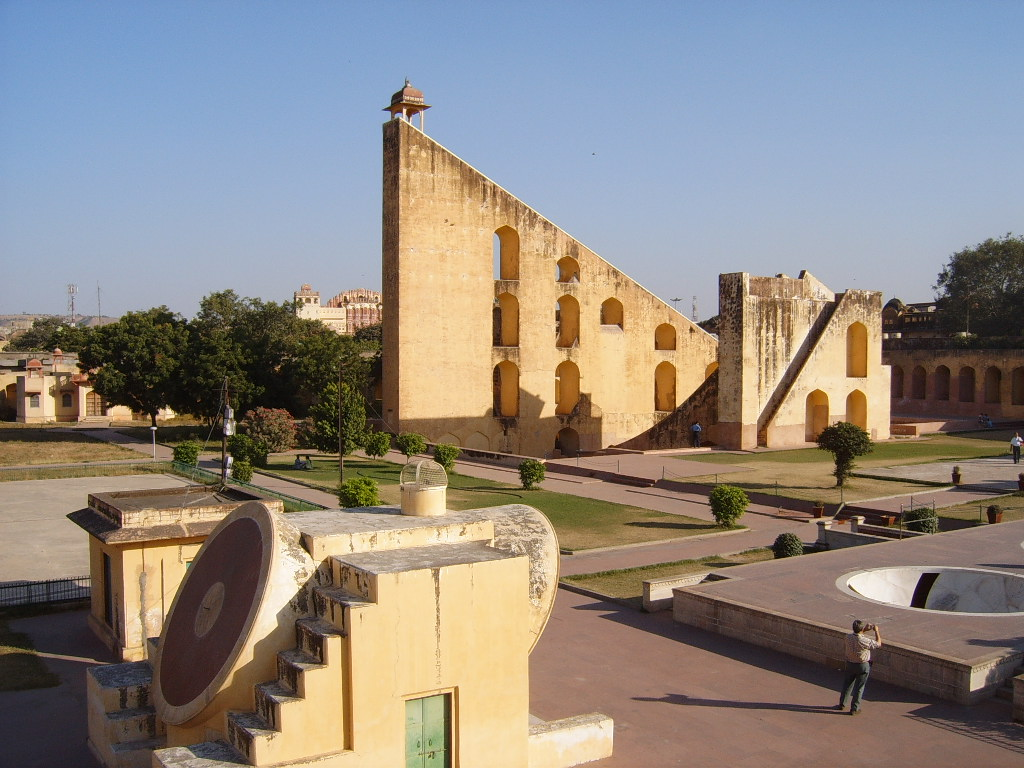
Jantar Mantar a Jaipur